# Rio Glod
O Rio Glod é um rio da Romênia, afluente do Ialomiţa, localizado no distrito de Dâmboviţa.